# 순수 이성
순수 이성(純粹理性, pure reason)은 칸트 철학 용어의 하나이다. 사물을 올바르게 알(인식할) 경우의 인간의 능력. 칸트는 우리의 경험이라든가 올바른 지식(인식)은 외부에서 우리의 감각기관에 주어지는 모든 자극을 우리의 능력(인식능력)이 정리하고 질서있게 함으로써 이루어진다고 했다.
그러나 칸트는 여러 가지 뜻에서 순수이성이란 말을 쓰고 있다. ① 방금 서술한 인식능력(이론이성). ② 본능·욕망에 사로잡히지 않고 도덕법칙을 정하는 순수이성(순수실천이성)과 인식하는 이론이성을 합친 순수이성. ③ 이론이성(직관하는 힘―감성, 생각하는 힘―오성(悟性), 생각된 것을 소수의 원리로 통일해 나아가는 힘―이성) 가운데에서 오성과 이성을 가리킬 경우. ④ 가장 좁은 뜻에서의 모든 지(知)를 소수 원리로 정리해 나아가는 힘으로서의 이성(理性).

## 같이 보기
- 실천 이성